# Bitva u Talavery
Bitva u Talavery byla krvavá bitva španělské války za nezávislost. Byla bojována 27. až 28. července 1809 u španělské Talavery zhruba 120 kilometrů na jihozápad od Madridu. Britsko-portugalská armáda pod velením Arthrua Wellesleyho, 1. vévody z Wellingtonu ve spojení se španělskou armádou generála Cuesty zde chtěla izolovat a zničit maršála Viktora v rámci snahy pomoci Madridu okupovanému Francouzi, ale tomu přispěl posilami král Josef Bonaparte, což ofenzívu pozastavilo. V závěru bitvy sice Francouzi ustoupili a Wellesley byl odměněn za vítězství, ale strategicky se jednalo o vítězství Francouzů, neboť zdržení ofenzívy jim umožnilo doplnit řady posilami.